# Битва при Фучжоу (1884)
Битва при Фучжоу (фр. Bataille de Fuzhou), или Битва при Мавэй, или Битва при Пагоде — первое сражение Франко-китайской войны 1884—1885 гг., произошедшее в низовьях реки Миньцзян, близ Фучжоу, между китайской Фуцзяньской эскадрой и французской Дальневосточной эскадрой.

## Предшествующие события
12 июля 1884 года французский премьер Жюль Ферри в связи с нападениями китайских войск на французские отряды в Северном Вьетнаме предъявил Цинской империи ультиматум с требованием вывода китайской армии из Вьетнама и выплаты контрибуции в 250 млн франков. В случае неисполнения до 1 августа условий ультиматума Франция угрожала занятием угольных шахт на Тайване и уничтожением главного китайского арсенала и кораблестроительного центра в Мавэе близ Фучжоу. Китай соглашался на вывод своих войск из Вьетнама, но отказался платить контрибуцию.
В конце июля командующий французской эскадрой контр-адмирал Амедей Курбе начал собирать свои силы у Мавэй (портовый пригород Фучжоу) на «рейде Пагода» — изгиб р. Миньцзян ниже по течению от Фучжоу, в 20 милях от моря. Поскольку война не была объявлена, а Фучжоу являлся открытым портом, китайцы не стали мешать сосредоточению французских кораблей, которые беспрепятственно подошли к Мавэю мимо расположенных в устье р. Миньцзян мощных батарей и встали рядом с китайской военной флотилией.

## Силы сторон
Базировавшаяся в Мавэе китайская Фуцзяньская эскадра состояла в основном из небольших рангоутных деревянных кораблей местной постройки с устаревшим вооружением. В составе китайских Бэйянского (Бохайский залив) и Наньянского (Шанхай) флотов имелись только что полученные из Англии и Германии крейсера более современных типов («Янвэй», «Чаоюн», «Наньчэнь» и «Наньжуй»). Однако, вопреки требованиям пекинского правительства к остальным провинциальным флотам помочь Фуцзяньскому флоту, туда в начале августа прибыли только ранее откомандированные в эскадру Гуанчжоу для патрулирования Тонкинского залива малые крейсера «Фэйюнь» и «Цзиань».
Самым значительным кораблем и флагманом Фуцзяньской эскадры был деревянный крейсер (винтовой корвет) «Янъу» (1600 тонн, одно 7,5-дюймовое и два 6,3-дюймовых дульнозарядных орудия). Вместе с ним основное боевое ядро эскадры составляли четыре деревянных крейсера ещё меньшего тоннажа — «Фубо», «Чэньхан», «Фэйюнь» и «Цзиань» (1200—1260 тонн, по одному 6,3-дюймовому и по четыре 4,7-дюймовому орудию на каждом). Фактически китайские крейсера, построены в начале 1870-х гг. на верфях Фучжоу, являлись авизо или шлюпами.
Крейсера дополняли четыре канонерские лодки — старые деревянные «Фусин» и «Чжэньвэй» (550 тонн, по одному 6,3-дюймовому и двум 4,7-дюймовым орудию) и наиболее современные в Фуцзяньской эскадре, но и самые малые боевые суда — стальные «Фушэн» и «Цзяньшэн» (250 тонн, по одному 11-дюймовому (16-тонному) орудию на каждой). Две последних, построенные в 1877 г. в Англии, относились к классу ренделовских канонерок — носителей крупнокалиберного вооружения и в принципе могли сыграть существенную роль при обороне порта. Орудий такой мощи у французов не было.

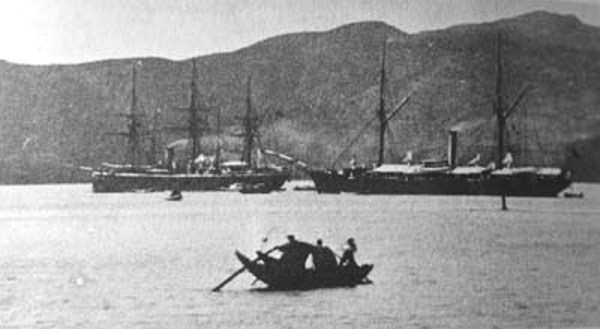
Китайские корабли «Янъу» и «Фусин» перед сражением

Помимо девяти основных боевых кораблей в составе Фуцзяньской эскадры было два винтовых транспорта, колёсный буксирный пароход, одиннадцать парусных джонок, вооруженных гладкоствольными орудиями, и семь паровых баркасов, переоборудованных под минные катера с шестовыми минами. Важным обстоятельством было наличие у китайцев береговых батарей, однако наиболее мощные из них находились в устье р. Миньцзян и были приспособлены для отражения нападения со стороны моря.
Контр-адмирал Амедей Курбе смог сосредоточить в августе у Фучжоу лишь часть своих сил. Основную боевую мощь французской Дальневосточной эскадры составляли четыре броненосных крейсера (по другой классификации броненосца 2-го ранга). Однако из них по реке Миньцзян смог подняться лишь один «Триомфан» (4600 тонн, шесть 9,4-дюймовых и шесть 5,5-дюймовых казнозарядных орудий) — и то только к самому моменту сражения. Боевое ядро французской эскадры в Фучжоу состояло из незащищённых деревянных крейсеров «Дюге-Труэн» (3500 тонн, пять 7,6-дюймовых и пять 5,5-дюймовых орудий), «Д’Эстен» и «Виллар» (2400 тонн, по пятнадцати 5,5-дюймовых орудий). При своей относительной слабости французские деревянные крейсера значительно превосходили по мощи китайские корабли. Четвёртый французский деревянный крейсер «Вольта» (1300 тонн, одно 6,4-дюймовое и четыре 5,5-дюймовых орудия) соответствовал по классу кораблям китайцев. Тем не менее, адмирал Курбе избрал слабейший свой крейсер в качестве флагманского судна. Помимо крейсеров у французов было три канонерки — «Линкс», «Аспик» и «Випер» (550 тонн, по одному 5.5-дюймовому и двум 4-дюймовому орудию), а также две миноноски с шестовыми минами.

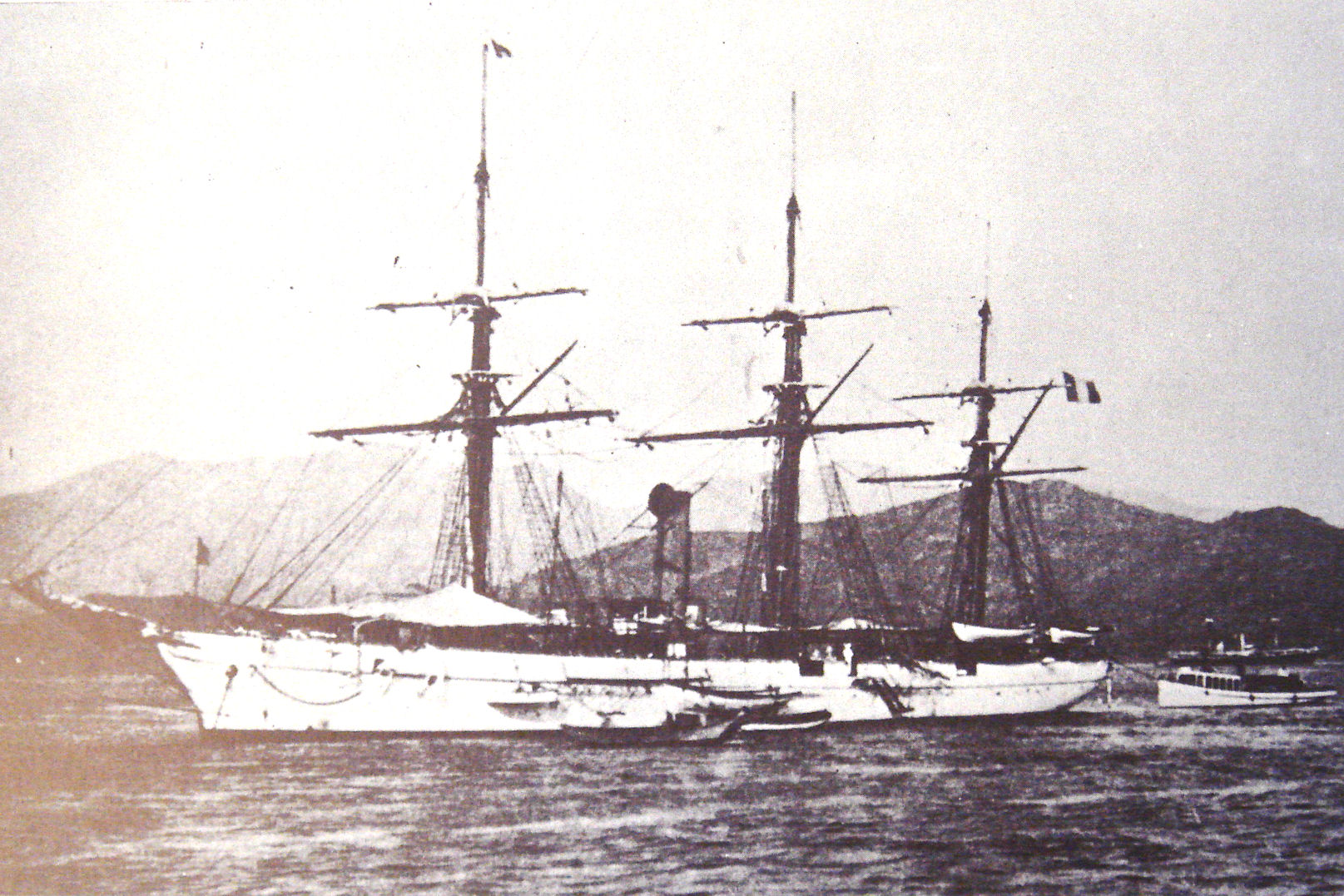
Флагман адмирала Курбе в сражении крейсер «Вольта»

При примерном равенстве в численном составе (9 основных боевых кораблей у китайцев и 8 у французов) эскадра адмирала Курбе состояла из более мощных и современных кораблей. Огневое превосходства французов Х. Вильсон определял в полтора раза (6 тыс. фунтов общего залпа против 4,5 тыс. у китайцев). Французские корабли были вооружены казнозарядными орудиями с большей пробивной способностью, к тому же имели отсутствующую у китайцев малокалиберную скорострельную артиллерию — митральезы, наиболее подходящие для сражения на близкой дистанции. Намного лучше была подготовка французских экипажей и, особенно, командного состава. Адмирал Курбе проявил себя хладнокровным, расчётливым и энергичным начальником. Что касается командующего китайской эскадрой Чжан Пэйлуня, то он уделял своим кораблям мало внимания и большую часть времени находился на берегу. Преимуществом китайцев была поддержка береговых батарей и наличие двух ренделовских канонерок с 11-дюймовыми орудиями, которые являлись серьёзной угрозой для французских кораблей, действующих на ограниченном речном фарватере

## Построение эскадр перед боем

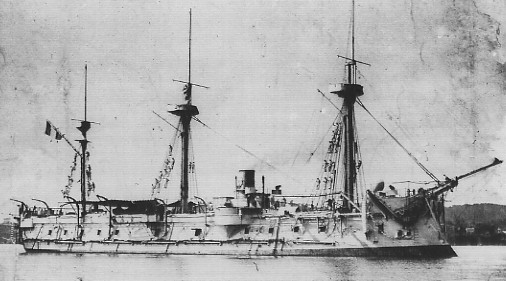
Броненосец «Триомфан»

Французские корабли стояли на якорях на середине главного русла реки. Выше всех по течению находились флагманская «Вольта» с миноносками. За ней следовали три канонерки, далее «Дюге-Труэн» и два других крейсера — «Виллар» и «Д’Эстен». Броненосец «Триомфан» подошёл по реке со стороны моря только в день сражения.
Три китайских судна стояли рядом с французами у правого берега реки у таможни: канонерка «Чжэньвэй» против «Д’Эстена», «Цзиань» — «Виллара» и «Фейюнь» — «Дэге-Труэна». Девять китайских джонок находились у северного берега напротив «Вольты» и французских канонерок, ещё две джонки стояли южнее. Главные силы китайской эскадры — три крейсера и три канонерки, а также транспорты — стояли на якорях выше по течению, прикрывая арсенал Мавэя. Впереди, в полумиле от «Вольты», находились флагманский крейсер «Янъу» и канонерка «Фусин».
В ожидании разрешения конфликта китайская и французская эскадры находились друг против друга на протяжении пяти недель в постоянной готовности к бою. Верхний рангоут был спущен, расчеты посменно дежурили у орудий. Китайцы постепенно утрачивали бдительность, уже не веря в решимость французов начать военные действия, хотя 5 августа у Цзилуна на севере Тайваня французские корабли уже обстреливали береговые позиции и пытались высадить десант, который китайцами был отбит.
22 августа Курбе получил телеграмму из Парижа и немедленно провел совещание со своими командирами. Адмирал отдал приказ об атаке на следующий день в 2 часа после полудня, во время отлива, когда стоявшим выше по реке китайским судам, чтобы удержаться против течения, пришлось бы развернуться к французам кормой, тогда как самые сильные орудия находились у них на носу.
Курбе известил о предстоящем сражении командующих английской и североамериканской эскадр, которые до того уже спустились вниз по реке, чтобы не оказаться под случайным обстрелом. На следующий день в 10 утра французский адмирал послал официальное извещение о начале военных действий в Фучжоу. Оно не должно было успеть дойти до командования китайской эскадры, однако Курбе опасался, что китайцы, прознав о планах французов, нападут первыми во время утреннего прилива, когда французские корабли будут вынуждены поворачиваться к ним кормой. Однако «китайские власти Фучжоу, получив строжайший приказ из Пекина ни в каком случае не затрагивать французов и не подавать со своей стороны ни малейшего повода к начатию каких-либо неприязненных действий, не верили в возможность нападения вплоть до самой бомбардировки»

## Ход сражения

Схема битвы при Фучжоу

23 августа 1884 года стояла сильная жаркая при полном штиле. В 9.30 французы стали разводить пары. Команды осторожно готовились к бою, стараясь не привлечь внимания китайцев. В 13.30 на французской эскадре заняли места по боевому расписанию; корабли стали сниматься с якорей, оставаясь на месте, благодаря работе машин на малом ходу. Китайцы, заметив приготовления французов, тоже стали сниматься с якорей. В 13.50 снизу реки показался броненосец «Триомфан».
К главному китайскому отряду, стоявшему выше Пагоды, двинулись две миноноски. По плану Курбе, взрывы их мин должны были дать сигнал к началу сражения. Однако прежде чем миноноски подошли к противнику, с канонерки «Линкс» раздался преждевременный выстрел. Курбе не оставалось ничего другого, как поднять красный флаг — сигнал к общему началу боя. Это произошло в 13.56.
Французы открыли огонь из орудий на оба борта, корабли оказались окутанными плотным пороховым дымом. Особенно эффективными оказались скорострельные митральезы. «Непрерывный град снарядов из пушек Гочкиса, установленных на марсах французских военных судов, сметал противников, подобно косарю, скашивающему пшеницу. Смены людей для пополнения убыли орудийной прислуги не поспевали достаточно быстро выбегать снизу. Небольшие снаряды пробивали борта и крепления судов. Ещё больше убивали людей осколки, разлетавшиеся по разным направлениям» .

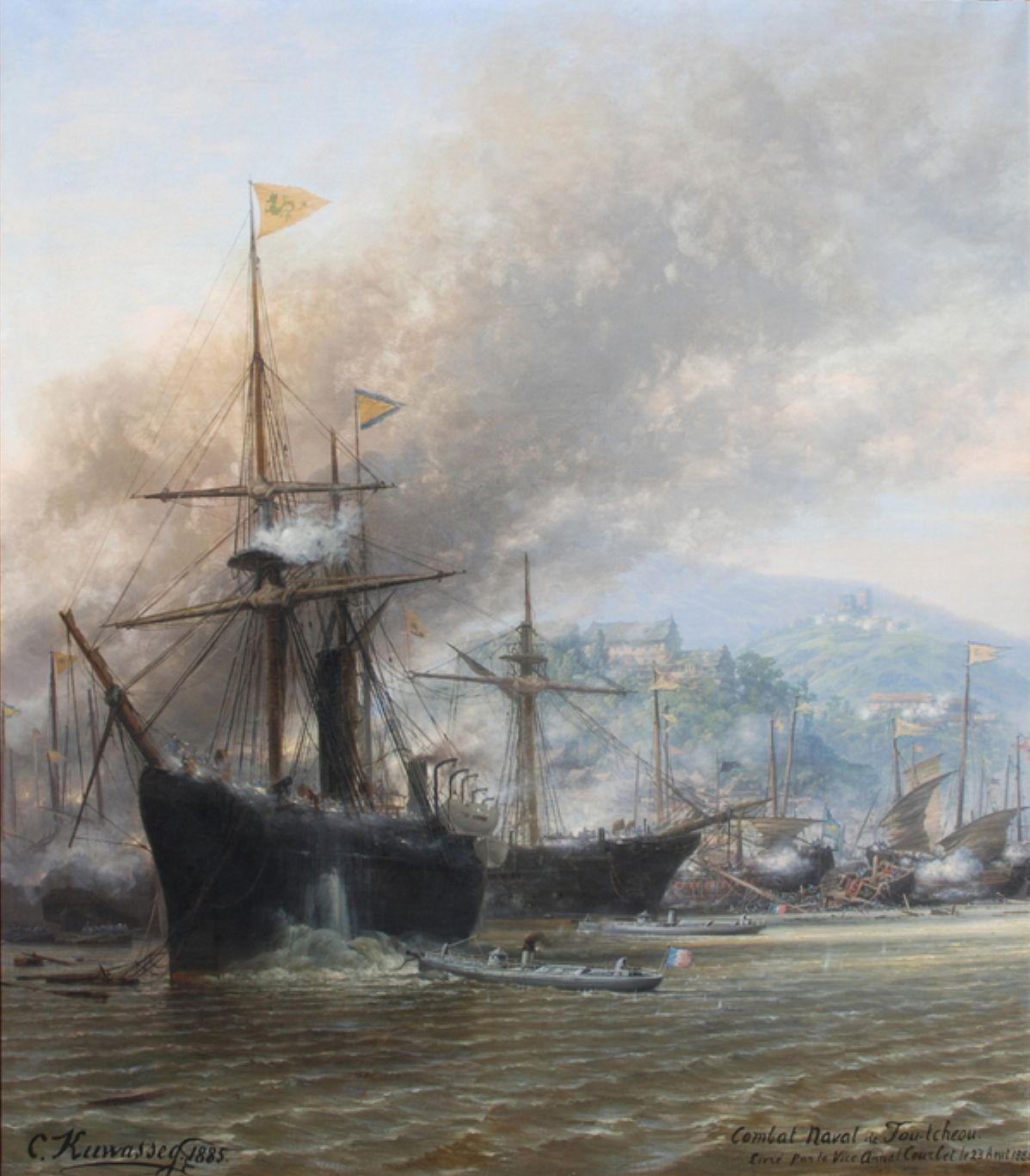
Миноноска атакует «Янву»

Через полминуты после начала сражения первая из французских миноносок подошла к китайскому флагману «Янъу» и взорвала его шестовой миной (12,7 кг пироксилина). Крейсер был поражен в середину корпуса и стал быстро тонуть, но течение вынесло его на мель. Под жестоким обстрелом на «Янву» вспыхнул пожар, довершивший уничтожение корабля. Из 270 человек его команды спаслось лишь 15.
Потопившая «Янъу» французская миноноска сама попала под обстрел китайцев. Пораженная в котел и лишившаяся хода, она дрейфовала вниз по реке, пока не остановилась у американского корабля. Вторая миноноска пыталась атаковать «Фусин», но ей преградил дорогу китайский минный катер, оттеснивший французов назад и не давший взорвать мину. Миноноска попала под ружейный обстрел и отступила вниз по течению. «Фусин» стал маневрировать, выходя на боевую позицию, но спущенный с «Вольты» катер поразил его миной в район кормы, лишив винта. Китайскую канонерку понесло течением прямо на французские корабли, встретившие его дружным огнём. Французы взяли «Фусин» на абордаж, но вскоре тот затонул из-за многочисленных пробоин.
«Вольта» вела бой с китайскими джонками, неожиданно оказавшими французам стойкое сопротивление. Один из китайских снарядов взорвался на мостике французского флагмана. Погиб штурман и двое рулевых, чудом был не задет осколками сам адмирал Курбе. Второй снаряд поразил «Вольту» у ватерлинии, нанеся потери среди матросов, подававших снаряды из крюйт-камеры. Скоро все джонки сгорели или затонули, причем французы не прекращали огонь, даже когда на поверхности реки оставались только плавающие среди обломков китайцы.
Ниже по течению три больших французских крейсера вели огонь правым бортом по батарее на острове Пагода, а левым — по трем стоявшим у таможни китайским кораблям. Крейсера «Цзиань» и «Фейюнь» попытались уйти задним ходом вверх по течению, но затем под обстрелом с «Дюге-Труэна» и «Виллара» выбросились на берег, куда спешно бежали их команды. Бой приняла только канонерка «Чжэньвэй», вступившая в перестрелку с «Д’Эстеном». С кормы к «Чжэньвэй» подошёл броненосец «Триомфан». Один из его 9,5-дюймовых снарядов поразил китайскую канонерку в корму и, пройдя вдоль всего корпуса, взорвался в носовой части. Полуразрушенный «Чжэньвэй» загорелся, матросы прыгали с него за борт, но офицеры остались на корабле и попытались сцепиться как брандер с «Д’Эстеном», чтобы взорваться вместе. Однако подоспевший «Виллар» добил канонерку бортовым залпом. На «Чжэньвэй» произошли новые взрывы. Он стал быстро погружаться в воду, уносимый течением, но с его палубы продолжался вестись огонь (один из выстрелов, по некоторым данным, попал в дрейфовавшую рядом поврежденную французскую миноноску).
Героически действовала и одна из китайских малых ренделовских канонерок («Фушэн» или «Цзяньшэн», другая, вероятно, затонула раньше). Незаметно пройдя у берега, она в 14.08 неожиданно для французов вышла из-за мыса острова Пагоды и выстрелила из своего 11-дюймового орудия по «Дюгэ-Труэну», но промахнулась. Шансов сделать второй выстрел у канонерки не было: «По ней немедленно открыли сосредоточенный огонь орудия всего флота; дождь сыпавшихся и взрывавшихся около неё снарядов буквально загородил ей дорогу. Две минуты она оставалась почти неподвижной и беспомощной мишенью, затем с треском взорвалась крюйт-камера, и она стремительно пошла ко дну»

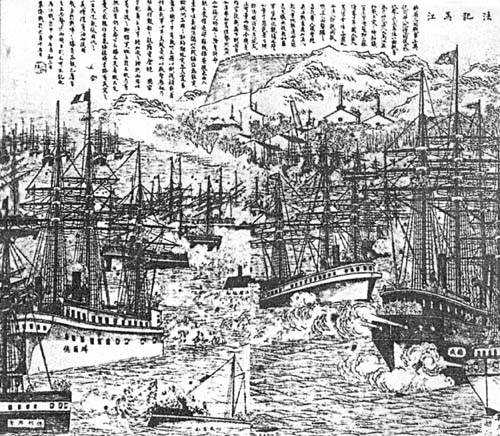
Битва при Фучжоу. Китайская литография

С гибелью канонерки сражение фактически завершилось. Два оставшихся у китайцев крейсера ещё в начале боя бежали к арсеналу Мавэя в 2 милях вверх по реке, возможно, надеясь, что более крупные французские суда не смогут туда пройти из-за мелководья. Когда французские канонерки «Линкс», «Аспик» и «Випер» тоже стали подниматься вверх по течению, капитан крейсера «Фубо» выбросил его на берег и распустил команду. Командир «Чэньхана» дал всего один залп, после чего велел команде поджечь судно и спасаться. Около 14.20 то ли в результате обстрела, то ли самими китайцами был взорван заминированный ими док.
В 4 часа вечера китайцы попытались направить на французов пущенные сверху реки по течению горящие плоты. Одновременно сильный огонь открыли береговые батареи. Французские шлюпки вступили в бой с китайскими минными катерами, замеченными у таможни. После часовой перестрелки Курбе отвел свою эскадру вне зоны обстрела китайских батарей. В сражении французы по официальным данным потеряли 6 человек убитыми и 27 раненых. Из строя была выведена только одна миноноска. Незначительные повреждения получили «Вольта», «Виллар» и «Дюге-Труэн». Китайцы потеряли все свои корабли. Их потери официально составляли 521 убитый (не считая пропавших без вести), в том числе 39 офицеров и 5 высших командиров. Командующий китайским флотом Чжан Пэйлунь в самом начале сражения бежал из Мавэя и укрылся в маленькой деревушке близ Фучжоу. После разгрома Фуцзяньской эскадры он был разжалован; двух китайских капитанов, оставивших свои корабли, позднее казнили за трусость. По заявлениям французов, китайцы потеряли порядка 2 или даже 3 тысяч, что представляется явным преувеличением, общая численность личного состава китайской эскадры была менее 1200 чел.

## Последующие события
В ночь на 24 августа китайцы продолжали атаковать французов своими брандерами, используя в этом качестве джонки, а также один из оставшихся у них транспортов. Французы были вынуждены четыре раза менять свою якорную стоянку. Днем адмирал Курбе решил предпринять операцию по уничтожению Мавэйского арсенала и верфей. Однако когда выяснилось, что Мавэй защищает крупный гарнизон, Курбе отказался от предполагавшейся высадки десанта и ограничился бомбардировкой верфей с канонерок и «Вольты». Обстрел продолжался несколько часов, в результате был разрушен ряд построек, поврежден стоявший на стапелях недостроенный крейсер «Хуантай». Другая часть верфей, где строилось ещё несколько крупных судов, не пострадала. Курбе был вынужден признать, что он нанес Мавэйскому арсеналу меньший ущерб, чем предполагалось вначале.
Под утро 25 августа два китайских минных катера пытались атаковать канонерку «Випер», стоявшую на реке выше всех французских кораблей. Катера были освещены прожекторами, попали под обстрел и оба были потоплены. В ответ на нападение французы разгромили китайскую батарею на острове Пагоды. В тот же день Курбе принял решение уходить в сторону моря. Спуск по реке занял четыре дня, так как французам приходилось вести бои с находившимися у них на пути береговыми фортами. Большинство китайских фортов были хорошо подготовлены для отражения нападения со стороны моря,, но оказались беспомощными перед атаками сверху реки.
Французские десанты при поддержке корабельных орудий захватывали один за другим береговые форты и взрывали их. Стоимость уничтоженных китайских фортов оценивалась в 17 млн франков, стоимость потопленной эскадры — 18 млн франков, а ущерб, причиненный арсеналу — 15 млн. 27 августа 1884 г. китайское правительство издало официальный декрет о начале военных действий с Францией. Фактически, несмотря на уничтожение Фуцзяньского флота, адмирал Курбе не достиг поставленной перед ним цели склонить Китай к принятию французских требований и, напротив, вызвал эскалацию конфликта. Как пример военного искусства битва при Фучжоу оценивалась по-разному. Х. Вильсон считал, что «дело, которое предстояло адмиралу Курбе, было не особенно трудным», хотя и отдавал должное его профессионализму и энергии в составлении плана боевых действий. Напротив, А. Штенцель писал, что «подвиг, совершенный адмиралом Курбэ и 1800 человек его подчиненных, достоин удивления», но имел в виду, скорее, не само эскадренное сражение, а последующий спуск французского флота по реке через враждебную территорию.